# Ilse Hollweg
Ilse Hollweg (ur. 23 lutego 1922 w Solingen, zm. 9 lutego 1990 tamże) – niemiecka śpiewaczka operowa, sopran.

## Życiorys
Studiowała w Hochschule für Musik w Kolonii u Gertrude Förstel. Zadebiutowała w 1942 roku w Saarbrücken rolą Blondchen w Uprowadzeniu z seraju. Od 1946 do 1951 roku występowała w operze w Düsseldorfie. W 1950 roku wystąpiła w roli Konstancji w Uprowadzeniu z seraju na festiwalu operowym w Glyndebourne oraz jako Zerbinetta w Ariadnie na Naksos na festiwalu w Edynburgu. W 1951 roku debiutowała w Covent Garden Theatre w Londynie jako Gilda w Rigoletcie. Od 1955 do 1970 należała do zespołu Deutsche Oper am Rhein w Düsseldorfie. Występowała na festiwalu w Bayreuth i festiwalu w Salzburgu. Wykonywała także dzieła twórców współczesnych, m.in. Arnolda Schönberga, Ernsta Křenka, Karla Amadeusa Hartmanna, Pierre’a Bouleza i Luigiego Nono.